# Nuoto ai XVIII Giochi del Mediterraneo - 100 metri stile libero maschili
La gara dei 100 metri stile libero maschili dei XVIII Giochi del Mediterraneo si è svolta il 24 giugno 2018. Al mattino si sono svolte le batterie, mentre la finale si è disputata nel pomeriggio.

## Podio
| Pos. | Atleta             | Nazione |
| ---- | ------------------ | ------- |
|      | Oussama Sahnoune   | Algeria |
|      | Alessandro Miressi | Italia  |
|      | Luca Dotto         | Italia  |

## Record
Prima della manifestazione il record del mondo (RM) e il record dei Giochi del Mediterraneo (RG) erano i seguenti.
|  | 46"91 | César Cielo Filho | 30 luglio 2009 Roma    |
|  | 47"83 | Alain Bernard     | 29 giugno 2009 Pescara |

Durante la competizione non sono stati migliorati record.

## Risultati

### Batterie
| Pos. | Batteria | Corsia | Atleta               | Nazionalità          | Tempo       | Note        |
| ---- | -------- | ------ | -------------------- | -------------------- | ----------- | ----------- |
| 1    | 3        | 4      | Alessandro Miressi   | Italia               | 49"01       | Q           |
| 2    | 3        | 5      | Oussama Sahnoune     | Algeria              | 49"03       | Q           |
| 3    | 2        | 5      | Ali Khalafalla       | Egitto               | 49"10       | Q           |
| 4    | 2        | 4      | Velimir Stjepanović  | Serbia               | 49"40       | Q           |
| 5    | 1        | 4      | Luca Dotto           | Italia               | 49"77       | Q           |
| 6    | 1        | 3      | Moritz Berg          | Spagna               | 49"84       | Q           |
| 7    | 3        | 3      | Andrej Barna         | Serbia               | 49"96       | Q           |
| 8    | 2        | 6      | Oskitz Aguilar       | Spagna               | 50"18       | Q           |
| 9    | 1        | 6      | Kemal Arda Gürdal    | Turchia              | 50"30       |             |
| 10   | 2        | 2      | Nikola Bjelajac      | Bosnia ed Erzegovina | 50"47       |             |
| 11   | 3        | 2      | Yalım Acımış         | Turchia              | 50"71       |             |
| 12   | 3        | 6      | Fotios Koliopoulos   | Grecia               | 51"26       |             |
| 13   | 1        | 2      | Georgios Spanoudakis | Grecia               | 51"31       |             |
| 14   | 2        | 3      | Jonathan Atsu        | Francia              | 51"37       |             |
| 15   | 3        | 7      | Omar Eltonbary       | Egitto               | 51"92       |             |
| 16   | 1        | 5      | Miguel Nascimento    | Portogallo           | 52"16       |             |
| 17   | 3        | 1      | Marko Kovačić        | Bosnia ed Erzegovina | 52"63       |             |
| 18   | 2        | 8      | Souhail Hamouchane   | Marocco              | 52"84       |             |
| 19   | 2        | 7      | Omiros Zagkas        | Cipro                | 52"99       |             |
| 20   | 1        | 7      | Sebastian Konnaris   | Cipro                | 53"12       |             |
| 21   | 3        | 8      | Dion Kadriu          | Kosovo               | 56"49       |             |
| 22   | 1        | 1      | Dren Ukimeraj        | Kosovo               | 56"58       |             |
| DNS  | 2        | 1      | Audai Hassouna       | Libia                | Non partito | Non partito |

### Finale
| Pos. | Corsia | Atleta              | Nazionalità | Tempo | Note |
| ---- | ------ | ------------------- | ----------- | ----- | ---- |
|      | 5      | Oussama Sahnoune    | Algeria     | 48"00 |      |
|      | 4      | Alessandro Miressi  | Italia      | 48"56 |      |
|      | 2      | Luca Dotto          | Italia      | 49"20 |      |
| 4    | 6      | Velimir Stjepanović | Serbia      | 49"47 |      |
| 5    | 3      | Ali Khalafalla      | Egitto      | 49"66 |      |
| 6    | 1      | Andrej Barna        | Serbia      | 49"69 |      |
| 7    | 7      | Moritz Berg         | Spagna      | 49"79 |      |
| 8    | 8      | Oskitz Aguilar      | Spagna      | 50"21 |      |